# Familjen Munros hemlighet
Familjen Munros hemlighet (engelska: The Last Anniversary) är en australisk dramaserie som hade premiär den 27 mars 2025. Serien är baserad på Liane Moriartys roman The Last Anniversary.

## Handling
När Sophie plötsligt ärver ett hus på Scribbly Gum Island av en ex-pojkväns släkting hoppas hon på en nystart. Det visar sig snart att ön är full av både hemligheter och mysterier.

## Rollista
| Teresa Palmer         | – Sophie Honeywell |
| Miranda Richardson    | – Rose             |
| Josephine Blazier     | – ung Rose         |
| Danielle Macdonald    | – Veronika         |
| Helen Thomson         | – Enigma           |
| Susan Prior           | – Margie           |
| Claude Scott-Mitchell | – Grace            |
| Charlie Garber        | – Thomas           |
| Uli Latukefu          | – Callum           |
| Jeremy Lindsay Taylor | – Ron              |
| Angela Punch McGregor | – Connie           |
| Xavier Samuel         | – Zeke             |
| Leon Ford             | – Elvis            |
| Ines English          | – Alice            |